# Disques optiques (Rotorelief)
Disques optiques. Rotorelief és una obra de Marcel Duchamp de 1935. Està composta per sis discs pintats amb diferents motius per ambdues cares de manera que es poden veure de 12 maneres diferents. Duchamp les va realitzar sobre un material barat seguint un procediment industrial. D'aquesta manera, una vegada acabats els va presentar a la fira de l'invent Concours Lépine de París en 1935 com un disc fonografòptic. A més dels discs va fer una funda per guardar-los i va incloure un aparell per a poder fer que giraren, ho va fer amb un tocadiscs normal. Però en posar els discs al plat i fer-los girar no va aconseguir fer sonar res, ja que segons l'artista era música per als sords.
El 2018, l'autor francès Francois Avelanet feu un mural de 64 metres a la casa de l'artista a Buenos Aires, i es basà en aquesta obra.